# ژی. ژی. دنیو
ژی. ژی. دنیو (فرانسوی: J. J. Daigneault‎؛ زادهٔ ۱۲ اکتبر ۱۹۶۵) بازیکن هاکی روی یخ اهل کانادا بود.
وی همچنین برندهٔ جوایزی همچون جام استنلی شده‌است.
از باشگاه‌هایی که در آن بازی کرده‌است می‌توان به فینیکس کایوتیس، فیلادلفیا فلایرز، آناهایم داکس، ونکوور کناکز، و مونترآل کانادینز اشاره کرد.